# Vlajka Sachalinské oblasti

Vlajka Sachalinské oblasti
Poměr stran: 2:3

Vlajka Sachalinské oblasti, jedné z oblastí Ruské federace, je tvořena listem o poměru stran 2:3 v barvě „mořské zeleně” (modrá se smaragdovým odstínem) s bílou mapovou siluetou ostrova Sachalin a Kurilského souostroví ve středu vlajky.
Horní i dolní okraj vlajky jsou od krajů siluety ve vzdálenosti 1/8 šířky vlajky.

## Historie
Sachalinská oblast vznikla 20. října 1932. Až do roku 1997 neužívala oblast žádnou vlajku. 24. června 1996 předložil tehdejší gubernátor Igor Pavlovič Farchutdinov návrh oblastních symbolů. Vlajka byla přijata oblastní dumou zákonem č. 34 16. dubna 1997. Zákon byl zveřejněn 26. dubna v listu Gubernskije vedomosti č. 29 (386) a účinnosti nabyl následujícího dne.

## Vlajky rajónů Sachalinské oblasti

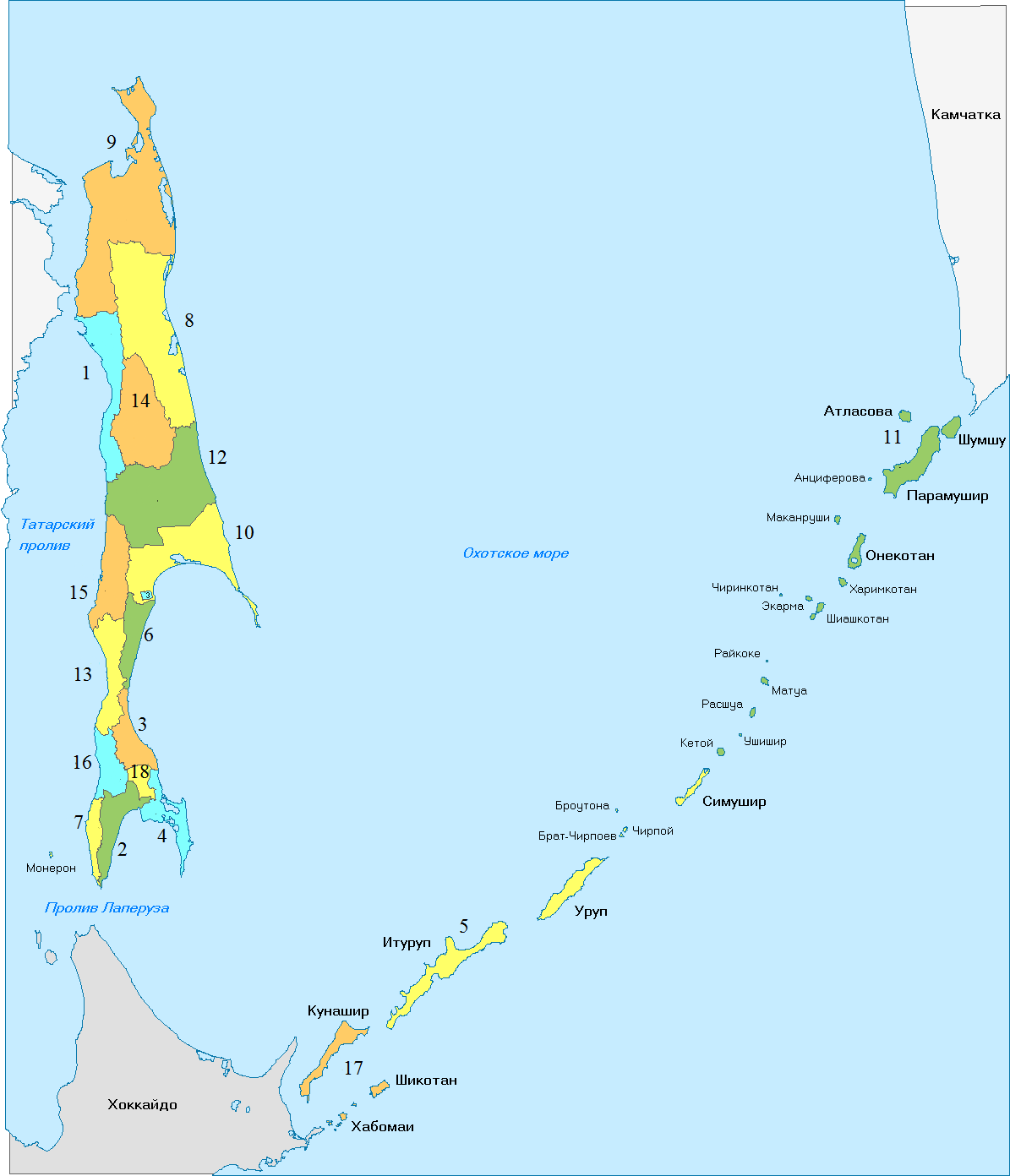
Administrativní členění Sachalinské oblasti

Sachalinská oblast se od roku 2011 člení na 17 rajónů, jedno město oblastního významu (Južno-Sachalinsk), jedno město okresního významu (Uglegorsk), jednu vesnici městského typu Vachrušev a jeden vesnický okruh (Bošnjakovský).
Města

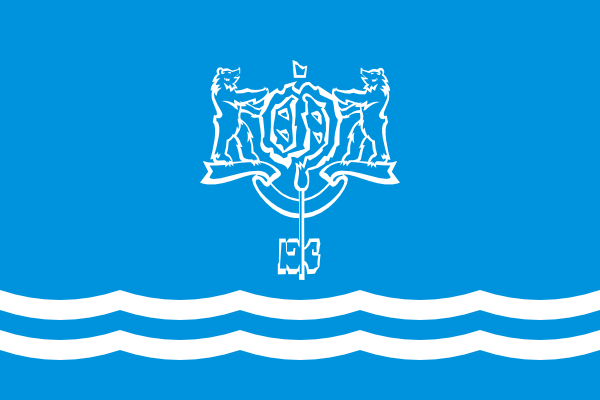
Južno-Sachalinsk (18) Poměr stran: 2:3
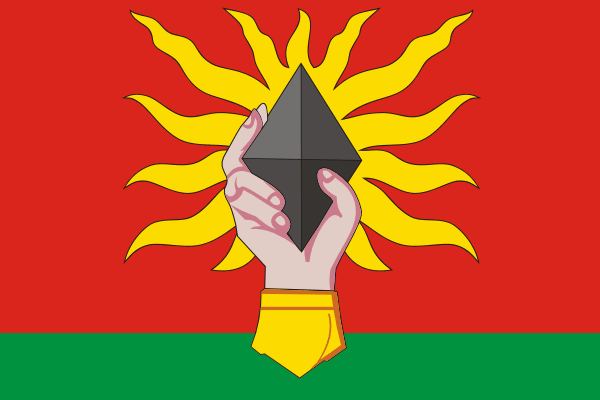
Vachrušev Poměr stran: 2:3

Rajóny

Alexandrovsk-Sachalinský rajón (1) Poměr stran: 2:3
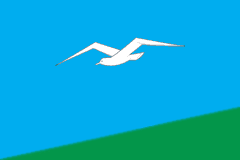
Anivský rajón (2) Poměr stran: 2:3
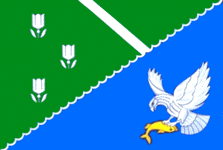
Dolinský rajón (3) Poměr stran: 2:3
Korsakovský rajón (4) Poměr stran: 2:3
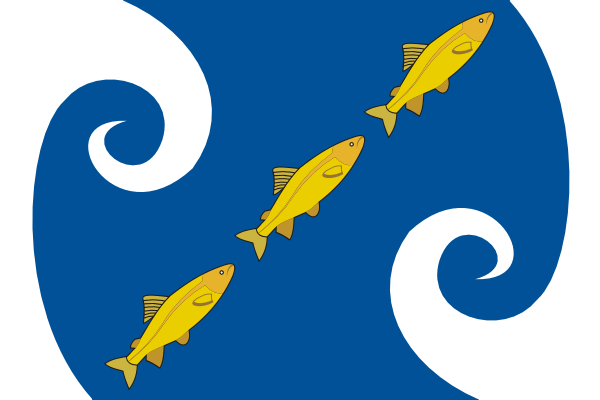
Kurilský rajón (5) Poměr stran: 2:3
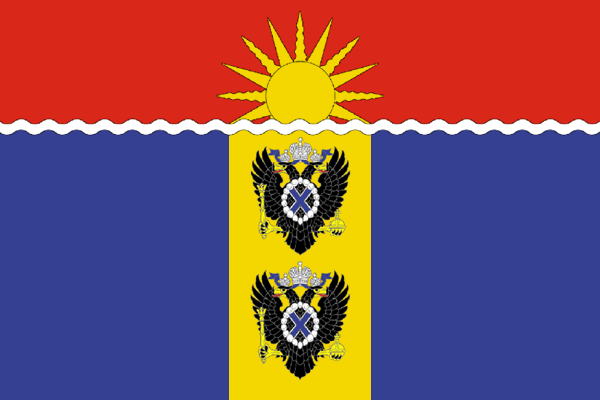
Makarovský rajón (6) Poměr stran: 2:3
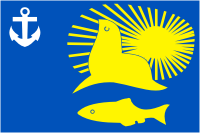
Něvelský rajón (7) Poměr stran: 2:3
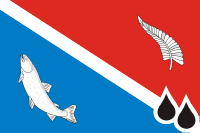
Noglikský rajón (8) Poměr stran: 2:3
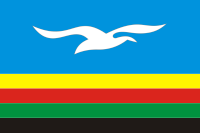
Ochinský rajón (9) Poměr stran: 2:3
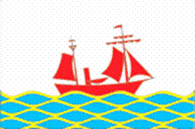
Poronajský rajón (10) Poměr stran: 2:3
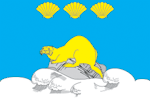
Severo-Kurilský rajón (11) Poměr stran: 2:3
Smirnychovský rajón (12) Poměr stran: 2:3
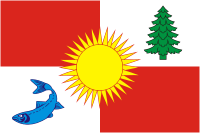
Tomarinský rajón (13) Poměr stran: 2:3
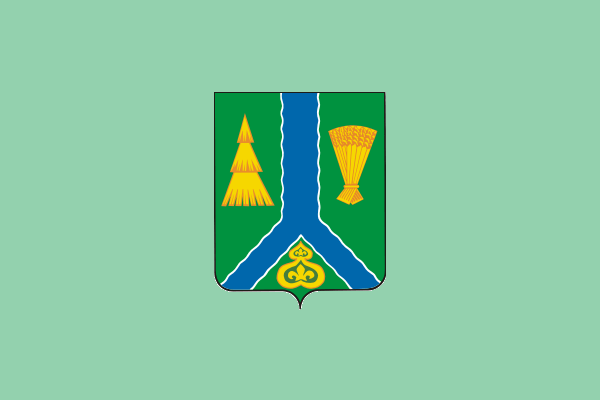
Tymovský rajón (14) Poměr stran: 2:3
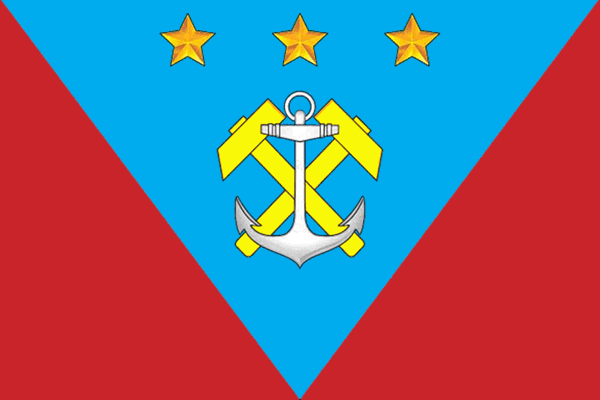
Uglegorský rajón (15) Poměr stran: 2:3
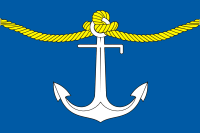
Cholmský rajón (16) Poměr stran: 2:3
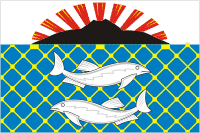
Južno-Kurilský rajón (17) Poměr stran: 2:3